# Rammbock
Rammbock (de asemenea, Rammbock: Berlin Undead și Siege of the Dead) este un film germano-austriac de groază din 2010, regizat de Marvin Kren, scris de Benjamin Hessler, cu Michael Fuith, Theo Trebs, Anka Graczyk și Emily Cox ca supraviețuitori ai unui virus al furiei din Berlin. Pe lângă Germania, a mai avut premiera cinematografică în Austria, Marea Britanie și SUA.

## Prezentare
Michael, care s-a despărțit recent de Gabi, vizitează apartamentul ei din Berlin pentru a-i da înapoi cheile și cu speranța de a-și salva relația. El găsește doi instalatori acolo care nu știu unde este ea. În timp ce Michael încearcă s-o contacteze pe Gabi, un virus al furiei transformă oamenii în canibali însetați de sânge, iar unul dintre instalatori îl atacă pe Michael. Pe măsură ce Berlinul intră în anarhie, Michael și muncitorul rămas, Harper, se baricadează în complexul de apartamente și se pregătesc pentru un atac. În curând, își dau seama că virusul furiei poate fi supus temporar prin calmare sau prin folosirea sedativelor. De asemenea, ei își dau seama că persoanele infectate sunt fotosensibile. Perechea folosește această slăbiciune pentru a încerca să intre în contact cu ceilalți locuitori ai complexului de apartamente. Michael, Harper și Anita, o rezidentă, încearcă să iasă din blocul de apartamente și să se îndrepte spre Gabi, despre care Michael crede că este în pericol. 

## Distribuție
- Michael Fuith ca Michael
- Theo Trebs ca Harper
- Anka Graczyk ca Gabi
- Emily Cox ca Anita

## Lansare
Rammbock a avut premiera la Festivalul Locarno din 2010 și a fost lansat cinematografic în Germania și Austria în septembrie 2010. A fost lansat cinematografic în Marea Britanie în octombrie 2010.  Bloody Disgusting și The Collective l-au lansat în Statele Unite în iunie 2011.

## Primire
Rotten Tomatoes raportează că 89% dintre cei nouă critici chestionați au dat filmului o revizuire pozitivă; media a fost de 7,2/10. Boyd van Hoeij de la Variety l-a numit "suficient de singular pentru a mulțumi nu doar pe fanii de zombie morți". G. Allen Johnson de la San Francisco Chronicle a dat filmului 4/5 stele și l-a numit "intrigant și bine realizat".  Marc Savlov de la Austin Chronicle l-a evaluat cu 3/5 stele și a scris că "deși adaugă foarte puțin la canonul deja excesiv al genului zombie, durata sa scurtă este plină de bucurie". Gareth Jones de Dread Central i-a acordat 3,5 / 5 stele și a scris că povestea, personajele și interpretarea actoricească compensează pentru lipsa scenelor extrem de violente. Sifu Scott, tot de la Dread Central, l-a apreciat cu 4 din 5 stele și a scris că filmul folosește numeroase clișee zombie cunoscute, însă execuția îl face un film pe care "nu trebuie să-l ratați". Scott Weinberg de la Fearnet l-a numit "convingător, dar ușor nesatisfăcător". James Mudge de la Beyond Hollywood a scris că filmul se distinge numai prin fundalul său german.